# Замок Сан-Фернандо (Берга)
Замок Сан-Фернандо — крепость, расположенная у подножья горы Керальт в верхней части города Берга. Принадлежит комарке Бергеда, провинция Барселона, Каталония. Памятник включен в Кадастр Архитектурного Наследия Каталонии и охраняется как культурный памятник, представляющий национальный интерес.

## История
С большой долей вероятности замок Берга был построен на том месте, которое римские хронисты II века н. э. называли castrum vergium: оборонительная система иберов, живших в этой зоне. Под защитой этого военного сооружения стало расти поселение, которое со временем превратилось в город Берга, что, в свою очередь, изменило размеры и значение крепости. Первые документы о ней относятся к 1095 году. В 1190 году замок принадлежал сеньорам города Берга. На протяжении этого века и в XIII веке крепость значительно расширяется. В XIV веке её стены смыкаются с городскими стенами. Одновременно сооружается новая церковь в готическом стиле, которая была разрушена в XVII веке. На протяжении всего Нового времени крепость являлась ареной столкновений и конфликтов. Поэтому пришлось реконструировать её в XVIII веке и ещё раз уже XIX веке, потому что город Берга принял участие в войнах карлистов. В конце этого же века испанская армия передала крепость муниципалитету, а он продал её в 1928 году частным лицам. В 1940 году территория замка была превращена в жилую зону. Позже был построен отель, изменив первоначальную систему укреплений. В 1988 г. зона крепости отошла совету комарки Бергеда. Современное название крепости — Сан-Фернандо.

## Описание
Это средневековый замок, расположенный над древней частью современного города Берга. С северной стороны крепость защищена обрывистым берегом речки, с юга — высокими крепостными стенами. В сохранившемся документе XVIII века критикуется плохое состояние крепости, она оценивается как полуразрушенная и не адекватная для защиты населения. В 1928 году крепость была продана частному предпринимателю. Тогда она ещё сохраняла свою структуру и основные сооружения. В 1940 году большая часть оригинальной архитектурной структуры была разрушена с целью создания в этой зоне туристического центра. В настоящее время осталось только несколько участков стены 9 метров в длину, 2 в высоту и 0,5 м в толщину. Это место называется Bonete (одна из самых приподнятых частей фортификации). Стены сложены из малообработанных камней, за исключением выступов, где ещё сохранились некоторые обработанные камни (sillares). Некоторые рабочие, которые работали на реконструкции, ещё помнят о существовании могил на месте, где в настоящее время расположен бассейн.